# Macchi M.3
Macchi M.3 (L.3) – włoska rozpoznawcza łódź latająca z okresu I wojny światowej, zaprojektowana i zbudowana w 1916 roku w wytwórni lotniczej Società Anonima Nieuport-Macchi w Varese. Samoloty te służyły do zadań rozpoznawczych, patrolowych, bombowych i dywersyjnych, a ze służby we włoskim lotnictwie zostały wycofane w 1924 roku.

## Projekt i rozwój
Wodnosamolot Macchi L.3 był pierwszą samodzielną konstrukcją zakładów Società Anonima Nieuport-Macchi, po modelach L.1 i L.2, bazujących na przechwyconej w 1915 roku austro-węgierskiej łodzi latającej Lohner L. Prototyp L.3 oblatano w 1916 roku, po czym w kwietniu tego roku skierowano do produkcji seryjnej, budując do końca 1917 roku 107 sztuk, a do końca 1918 roku jeszcze kilkadziesiąt (łącznie powstało około 200 egzemplarzy). Wkrótce po rozpoczęciu produkcji nazwę samolotu zmieniono na M.3. Maszyna miała bardzo dobre osiągi i właściwości lotne, a także silne uzbrojenie (osiągnięty przez M.3 pułap 5400 metrów był w 1916 roku rekordowy w kategorii łodzi latających).

## Konstrukcja
M.3 był łodzią latającą o układzie dwupłatu i konstrukcji całkowicie drewnianej. Konstrukcja kadłuba skorupowa, o przekroju prostokątnym i sklejkowym pokryciu. Długość samolotu wynosiła 10,25 metra, a jego wysokość 3,33 metra. Podłodzie jednoredanowe. Na końcu kadłuba znajdowało się klasyczne usterzenie drewniane, kryte płótnem. Komora płatów dwuprzęsłowa, podparta dwoma parami zastrzałów z rurek o przekroju kroplowym oraz ukośnymi podporami końcówek górnego płata, wykrzyżowana drutem stalowym. Skrzydła dwudźwigarowe, drewniane, o dużym skosie krawędzi natarcia, kryte płótnem. Płat górny bez wzniosu, dolny z niewielkim wzniosem, o mniejszej rozpiętości. Rozpiętość skrzydeł wynosiła 15,95 metra, a powierzchnia nośna 45 m². Pomocnicze małe pływaki o konstrukcji drewnianej i prostokątnym przekroju usytuowano pod skrajnymi zastrzałami dolnego płata. Masa własna wynosiła 900 kg, zaś masa całkowita (startowa) 1350 kg.
Napęd stanowił chłodzony cieczą 6-cylindrowy silnik rzędowy Isotta Fraschini V.4B o mocy 118 kW (160 KM), zawieszony pod górnym płatem, w układzie pchającym. Śmigło drewniane, dwułopatowe. Prędkość maksymalna wynosiła 145 km/h. Maszyna osiągała wysokość 1000 metrów w czasie 5 minut i 30 sekund, zaś na osiągnięcie 4000 metrów samolot potrzebował 38 minut. Pułap wynosił 5400 metrów, a zasięg 450 km.
Kabina dwuosobowa, otwarta, osłonięta wiatrochronem, z miejscami obok siebie (pilot z lewej strony). Uzbrojenie samolotu składało się z działka lotniczego Hotchkiss kal. 40 mm i karabinu maszynowego Fiat-Revelli kal. 6,5 mm, umieszczonych na kadłubie przed stanowiskiem obserwatora (w części egzemplarzy w miejsce działka montowano drugi karabin maszynowy kal. 6,5 mm). Prócz tego pod skrzydłami mógł przenosić w wyrzutnikach do 100 kg bomb, zwalnianych przy pomocy mechanizmu linkowego.

## Służba
Samoloty Macchi M.3 używane były podczas I wojny światowej przez Regia Marina do zadań rozpoznawczych, patrolowych, bombowych i dywersyjnych. Silne uzbrojenie strzeleckie pozwalało na skuteczną obronę przed myśliwcami przeciwnika; M.3 bombardowały często austro-węgierskie bazy morskie w Cattaro i Poli oraz prowadziły rozpoznanie fotograficzne ruchów nieprzyjacielskiej floty. Po zakończeniu wojny służyły do 1924 roku głównie jako samoloty szkolne, jak też latały w lotnictwie cywilnym.